# Davide Boscaro
Davide Boscaro (Padua, 13 juli 2000) is een Italiaans baan- en wegwielrenner. Boscaro nam deel aan de Europese Spelen van 2019 in Minsk, hij behaalde tijdens deze spelen een tiende plaats op zowel de 1km tijdrit als op de teamsprint. Hij rijdt sinds 2021 bij de Italiaanse wielerploeg Team MBH Bank Colpack Ballan.

## Baanwielrennen

### Palmares
| Jaar     | IK                    | EK                                | WK       | Overig   |
| Junioren | Junioren              | Junioren                          | Junioren | Junioren |
| -------- | --------------------- | --------------------------------- | -------- | -------- |
| 2018     | omnium                | ploegenachtervolging              |          |          |
| Beloften |                       |                                   |          |          |
| 2020     |                       | ploegenachtervolging              |          |          |
| 2021     |                       | ploegenachtervolging              |          |          |
| 2022     |                       | ploegenachtervolging · afvalkoers |          |          |
| Elite    |                       |                                   |          |          |
| 2019     | sprint                |                                   |          |          |
| 2020     |                       |                                   |          |          |
| 2021     |                       |                                   |          |          |
| 2022     | tijdrit 1km           |                                   |          |          |
| 2023     | scratch · tijdrit 1km |                                   |          |          |
| 2024     |                       | ploegenachtervolging              |          |          |